# Impact de l'avortement sur la santé mentale
L'impact de l'avortement sur la santé mentale est l'ensemble des effets et répercussions que pourrait induire un avortement sur la santé mentale de la femme qui le subit. La question n'est pas tranchée et suscite des controverses d'ordre politique,, bien que des experts scientifiques et médicaux concluent des études scientifiques que l'avortement volontaire ne présente pas de risque supérieur pour la santé mentale que le risque associé au fait de mener à terme une grossesse non désirée,,.

## Conclusions scientifiques
Les revues systématiques de la littérature scientifique concluent qu'il n'y a pas de différence à long terme entre la santé mentale des femmes qui obtiennent une interruption de grossesse et celles qui portent à terme une grossesse non planifiée. Ces études ne montrent pas de relation causale entre l'avortement et les problèmes de santé mentale. Les études qui rapportent une corrélation statistique entre avortement et problèmes de santé mentale sont souvent méthodologiquement erronées et ne tiennent pas compte des facteurs de confusion, ou, comme pour les résultats des femmes ayant des avortements multiples, donnent des résultats incompatibles avec d'autres études similaires,. Les corrélations mises en évidence dans certaines études peuvent s'expliquer par des circonstances sociales préexistantes et des problèmes de santé émotionnelle ou mentale chez les patientes étudiées,. Divers facteurs, tels que l'attachement émotionnel à la grossesse, le manque de soutien et les opinions conservatrices sur l'avortement peuvent augmenter la probabilité de réactions négatives.
Les principaux groupes d'experts médicaux et psychiatriques constatent régulièrement que l'avortement ne provoque pas de problème relatif à la santé mentale. En 2008, l'examen de la littérature scientifique, mené par l'Association américaine de psychologie (APA), montre que le risque de problèmes de santé mentale après une interruption de grossesse pendant le premier trimestre chez une femme adulte n'est pas plus grand que le risque associé au fait de mener à terme une grossesse non désirée. Tout en observant que l'avortement peut à la fois soulager le stress tout en "engendrant un stress supplémentaire", l'étude rejette explicitement l'idée que l'avortement est "intrinsèquement traumatisant". Parmi les femmes qui éprouvent des problèmes de santé mentale à la suite d'un avortement, l'Association américaine de psychologie conclut que ces problèmes sont probablement liés à des facteurs de risque préexistants. Étant donné que ces facteurs de risque peuvent prédisposer certaines femmes à des réactions plus négatives après un accouchement, les taux plus élevés de maladie mentale observés chez les femmes ayant des antécédents d'avortement sont plus susceptibles d'être causés par ces autres facteurs que par l'avortement lui-même. Le panel a noté une grave incohérence entre les résultats rapportés par les études sur l'effet des avortements multiples. De plus, les mêmes facteurs qui prédisposent une femme à de multiples grossesses non désirées peuvent également la prédisposer à des problèmes de santé mentale. Par conséquent, ils ont refusé de tirer une conclusion ferme sur les études concernant les avortements multiples,,.
En décembre 2011, une revue scientifique est entreprise par le Collège royal des psychiatres britanniques avec le Centre de collaboration nationale en santé mentale. Elle aboutit également à la conclusion que même si une grossesse non désirée peut augmenter le risque de problèmes de santé mentale, les femmes confrontées à cette situation ont des taux similaires de difficultés relatives à leur santé mentale, qu'elles choisissent de mener la grossesse à terme ou de d'avorter. Elle conclut également qu'un premier avortement survenu au cours du premier trimestre n'augmente pas le risque de problèmes de santé mentale par rapport au fait de mener la grossesse à terme. En 2018, le National Academies of Sciences, Engineering, and Medicine aboutit à la conclusion que l'avortement ne conduit pas à la dépression, à l'anxiété ou à un trouble de stress post-traumatique. Le Collège Royal des Obstétriciens et Gynécologues constate également que l'avortement n'augmente pas le risque de problèmes de santé mentale par rapport aux femmes portant une grossesse non désirée à terme. Deux études menées sur la population danoise en 2011 et 2012 qui analysent l'association entre l'avortement et l'admission en psychiatrie ne montrent aucune augmentation des admissions après un avortement alors que la même étude montre une augmentation des admissions en psychiatrie après la première naissance. Une revue de littérature médicale de 2008 conclut que les études de meilleure qualité montrent systématiquement que l'avortement n'a que peu ou pas de conséquence sur la santé mentale, tandis que les études de mauvaise qualité étaient plus susceptibles de signaler des conséquences négatives.
Certaines femmes éprouvent des émotions négatives après un avortement, selon des taux similaires à ceux des femmes souhaitant un avortement et n'y parvenant pas, ou des femmes qui ayant subi une fausse couche,,.
La littérature récente qui aborde les impacts psychologiques de l'avortement souligne la nécessité d'étudier les femmes qui ont une prédisposition à développer des problèmes de santé mentale avant qu'elles n'avortent.

## Histoire juridique et politique

### Royaume uni
1967 :  l'avortement au Royaume-Uni a été légalisé  lorsque deux médecins sont convenus que mener la grossesse à terme pourrait être préjudiciable à la santé physique ou mentale de la femme.

### USA
En janvier 2023, l’avortement est interdit dans 14 États américain, L'oNu a considérait que cette interdiction "ont privé les femmes et les filles de leurs droits à la santé sexuelle et reproductive." La santé sexuelle et reproductive étant une composante importante de la santé mentale.

## Syndrome post-avortement
Malgré l'opinion scientifique et médicale, certains groupes anti-avortement maintiennent qu'il y a un lien entre avortement et problèmes de santé mentale. L'idée selon laquelle l'avortement a des répercussions psychologiques négatives est largement promue par centres de grossesse dans les années 1970. L'expression « syndrome post-avortement » est utilisé par les militants anti-avortement pour inclure au sens large toutes les réactions émotionnelles négatives attribuées à l'avortement,,.
Ce syndrome n'est cependant pas reconnu comme un vrai syndrome par la communauté médicale, et il ne figure ni dans le DSM-IV ni dans la CIM-10. Il n'est pas non plus reconnu comme maladie psychiatrique, ni par l'American Psychological Association, l'American Psychiatric Association, l'American Medical Association, l'American College of Obstetricians and Gynecologists, ni par l'American Public Health Association,,,,,.
Les professionnels de la santé et les militants pro-choix avancent que l'effort visant à populariser l'idée d'un « syndrome post-avortement » est une tactique utilisée par les défenseurs anti-avortement à des fins politiques,,,. Dans certains états américains, il est obligatoire que les participantes soient informées que l'avortement augmente leur risque de dépression et de suicide, en dépit des preuves scientifiques affirmant le contraire,. Le Guttmacher Institute rapporte qu'en août 2018, sur les 22 états américains qui incluent des informations sur les réponses psychologiques possibles à l'avortement, huit États insistaient sur les réponses émotionnelles négatives.

## Référence
- (en) Cet article est partiellement ou en totalité issu de l’article de Wikipédia en anglais intitulé « Abortion and mental health » (voir la liste des auteurs).

1. 1 2 3  « Is There a Post-Abortion Syndrome? », 21 janvier 2007 (consulté le 11 janvier 2008)
2. ↑  « Post-Abortion Politics », 20 juillet 2007 (consulté le 18 novembre 2008)
3. 1 2  The Safety and Quality of Abortion Care in the United States : Health and Medicine Division, 2018 (ISBN 978-0-309-46818-3, PMID 29897702, DOI 10.17226/24950, lire en ligne)
4. 1 2 3 4 5 6 7 8  B Major, M Appelbaum, L Beckman, MA Dutton, Russo et West, Report of the APA Task Force on Mental Health and Abortion, Washington, DC, American Psychological Association, 2008, 4–5, 11–12 (lire en ligne)
5. 1 2 3  « Induced Abortion and Mental Health: A systematic review of the evidence » [archive du 25 mars 2012] [PDF], National Collaborating Centre for Mental Health, décembre 2011
6. 1 2 3  « Abortion and long-term mental health outcomes: a systematic review of the evidence », Contraception, vol. 78, no 6,‎ 2008, p. 436–50 (PMID 19014789, DOI 10.1016/j.contraception.2008.07.005)
7. 1 2 3  Horvath et Schreiber, « Unintended Pregnancy, Induced Abortion, and Mental Health. », Current Psychiatry Reports, vol. 19, no 11,‎ 14 septembre 2017, p. 77 (PMID 28905259, DOI 10.1007/s11920-017-0832-4, S2CID 4769393)
8. ↑  « Abortion Does Not Cause Mental Illness, Panel Says », 12 août 2008 (consulté le 12 août 2008)
9. ↑  Major, Appelbaum, Beckman et Dutton, « Abortion and mental health: Evaluating the evidence », American Psychologist, vol. 64, no 9,‎ 2009, p. 863–890 (PMID 19968372, DOI 10.1037/a0017497)
10. ↑  « The Care of Women Requesting Induced Abortion », Royal College of Obstetricians and Gynaecologists
11. ↑  (en) Steinberg, Laursen, Adler et Gasse, « Examining the Association of Antidepressant Prescriptions With First Abortion and First Childbirth », JAMA Psychiatry, vol. 75, no 8,‎ 1er août 2018, p. 828–834 (ISSN 2168-622X, PMID 29847626, PMCID 6143090, DOI 10.1001/jamapsychiatry.2018.0849)
12. 1 2 3  Kelly, « The spread of 'Post Abortion Syndrome' as social diagnosis », Social Science & Medicine, vol. 102,‎ février 2014, p. 18–25 (PMID 24565137, DOI 10.1016/j.socscimed.2013.11.030)
13. ↑  Reardon, « The abortion and mental health controversy: A comprehensive literature review of common ground agreements, disagreements, actionable recommendations, and research opportunities », SAGE Open Medicine, vol. 6,‎ 29 octobre 2018, p. 205031211880762 (ISSN 2050-3121, PMID 30397472, PMCID 6207970, DOI 10.1177/2050312118807624)
14. ↑  « États-Unis : l’interdiction de l’avortement met en danger des millions de femmes (experts) | ONU Info », sur news.un.org, 2 juin 2023 (consulté le 24 octobre 2023)
15. 1 2 3  Stotland NL, « Abortion and psychiatric practice », J Psychiatr Pract, vol. 9, no 2,‎ 2003, p. 139–49 (PMID 15985924, DOI 10.1097/00131746-200303000-00005, S2CID 37575499) "Currently, there are active attempts to convince the public and women considering abortion that abortion frequently has negative psychiatric consequences. This assertion is not borne out by the literature: the vast majority of women tolerate abortion without psychiatric sequelae."
16. 1 2  « Mooney » [archive du 4 avril 2008], octobre 2004
17. ↑  Cohen, Susan A., « Abortion and Mental Health: Myths and Realities », Guttmacher Policy Review, Guttmacher Institute, 2006 (consulté le 4 novembre 2014)
18. ↑  « Q&A: Abortion and mental health » [archive du 24 mars 2019], Royal College of Obstetricians and Gynaecologists, août 2008 (consulté le 5 novembre 2014)
19. ↑  American Psychiatric Association (2000). Diagnostic and Statistical Manual of Mental Disorders, Fourth Edition: DSM-IV-TR. American Psychiatric Pub.  (ISBN 978-0-89042-025-6).
20. ↑  « ICD-10 Version:2016 »
21. 1 2  Stotland NL, « The myth of the abortion trauma syndrome », JAMA, vol. 268, no 15,‎ octobre 1992, p. 2078–9 (PMID 1404747, DOI 10.1001/jama.268.15.2078)
22. ↑  Casey, « Abortion among young women and subsequent life outcomes. », Best Practice & Research. Clinical Obstetrics & Gynaecology, vol. 24, no 4,‎ août 2010, p. 491–502 (PMID 20303829, DOI 10.1016/j.bpobgyn.2010.02.007, hdl 10197/5799, S2CID 23052359)
23. ↑  « Controlling birth: science, politics, and public policy », J Soc Issues, vol. 61, no 1,‎ 2005, p. 181–91 (PMID 17073030, DOI 10.1111/j.0022-4537.2005.00400.x)
24. ↑  Dadlez et Andrews, « Post-Abortion Syndrome: Creating an Affliction », Bioethics, vol. 24, no 9,‎ 7 juillet 2009, p. 445–452 (PMID 19594725, DOI 10.1111/j.1467-8519.2009.01739.x, S2CID 205564834)
25. ↑  Lazzarini Z, « South Dakota's Abortion Script – Threatening the Physician-Patient Relationship », N. Engl. J. Med., vol. 359, no 21,‎ novembre 2008, p. 2189–2191 (PMID 19020321, DOI 10.1056/NEJMp0806742) :« The purported increased risks of psychological distress, depression, and suicide that physicians are required to warn women about are not supported by the bulk of the scientific literature. By requiring physicians to deliver such misinformation and discouraging them from providing alternative accurate information, the statute forces physicians to violate their obligation to solicit truly informed consent. »
26. ↑  « Counseling and Waiting Periods for Abortion », Guttmacher Institute, 14 mars 2016 (consulté le 21 août 2018)